# Das wissen die Götter
Das wissen die Götter ist eine Fernsehserie des ZDF, die im Jahr 1964 ausgestrahlt wurde.

## Handlung
Die naturwissenschaftlich nicht fassbaren Themen Astrologie, Aberglaube, Orakel- und Traumdeutung werden in dieser Serie aus dem humorvollen Blickwinkel betrachtet. Heinz Erhardt und andere rücken mit kabarettistischen Einlagen uralten Phänomenen zu Leibe, erläutern wissenschaftliche Details und klären auf.
Dass ein Horoskop kein gebrauchsfertiges Zukunftsrezept sein kann, zeigt Folge 1 auf heitere Art. Die zweite Folge befasst sich mit den Weissagungen, die man angeblich aus Handlinien, Kaffeesatz, Spielkarten und so manch anderem ablesen kann. In der dritten Folge wird die Traumdeutung genauer betrachtet. Die letzte Folge beschäftigt sich mit dem weitverbreiteten Aberglauben und was geschehen wird, wenn eine schwarze Katze den Weg eines Lastwagenfahrers kreuzt.

## Schauspieler
| Schauspieler         | Folge   |
| -------------------- | ------- |
| Josef Albrecht       | 4       |
| Alma Auler           | 4       |
| Balduin Baas         | 1–4     |
| Isabelle Carlson     | 1–3     |
| Heinz Erhardt        | 1–4     |
| Günther Jerschke     | 2, 3    |
| Marga Maasberg       | 1–4     |
| Gerty Molzen         | 1–4     |
| Christine Mylius     | 1–3     |
| Reinhold Nietschmann | 1, 2, 4 |
| Hannes Priesterjahn  | 1–4     |
| Eleonore Schroth     | 1, 2    |
| Hardy Tasso          | 2, 3    |
| Joachim Wolff        | 2, 3    |

## Episoden
| Folge | Titel                                                | Erstausstrahlung |
| ----- | ---------------------------------------------------- | ---------------- |
| 1     | Astrologie – kabarettistisch betrachtet              | 23. Januar 1964  |
| 2     | Orakel und Test – kabarettistisch betrachtet         | 6. Februar 1964  |
| 3     | Traumdeutung – kabarettistisch betrachtet            | 20. Februar 1964 |
| 4     | Aberglaube – aber glaube? kabarettistisch betrachtet | 5. März 1964     |

## Kritik
„Vor- und Nachspeise der Brettelei waren so gekocht, dass Nichtanhänger und Anhänger der Astrologie gleichermaßen lachen konnten, die einen aus Schadenfreude, die anderen über sich selbst. Dazwischen aber lag ausgesprochene Schonkost: magere Ideen und salzlose Pointen. Der Schein-Angriff [...] bewegte sich zu naiv und zu ernsthaft in schon reichlich begangenen Gedankenphasen.“

„Man wirft allerlei dumme Redensarten, einige Gemeinplätze und landläufige irrige Meinungen, dazu ein paar wissenschaftliche Details, witzlose Aufklärungsversuche und halbseidenes Gerede in einen Topf und gewinnt daraus ein garantiert ungenießbares Gebräu. Mit nicht neuen, sehr biederen Mätzchen und gleichzeitig ganz unpassend ambitioniert, versucht man hier, uralten Phänomenen zu Leibe zu rücken in einer Art, die Langeweile plus Ärger statt Lachen erzeugt.“

„Diese kleine Flaxerei um den Aberglauben war enttäuschend. Auch Heinz Erhardt konnte mit seinen Versprechern die seltsame Mischung zwischen Volkshochschule und Kabarett nicht retten“